# حديقة المجرات
حديقة المجرات (بالإنجليزية: Galaxy Zoo)‏ هو مشروع فلكي جماعي على الإنترنت يشرك الجماهير من جميع أنحاء العالم، خاصة أولئك الذين يملكون ميولات فلكية في أفق تقديم مساهماتهم القيمة للمساعدة في التصنيف الظاهري لملايين المجرات (على سبيل المثال ) في إطار ما يسمى علم الجميع أو علم التعهد الجماعي.
بحلول يونيو 2017 وصل المشروع إلى نسخته ال15.

## أصل المشروع
من بين العوامل الرئيسية التي أدت إلى إنشاء المشروع كانت مشكله ما يسمي تفجر البيانات (بالإنجليزية: Information explosion)‏، حيث أن البحوث العلمية تنتج مجموعات واسعه من المعلومات، يصعب على الفرق البحثية التعامل معها بسرعة، لان عمليات تحليلها ومعالجتها تستلزم كثيرا من الوقت والجهد، وبرامج الكمبيوتر هي الأخرى ليست قادرة على تصنيف المجرات تلقائيا.
قام كيفين ششاوينسكي، وهو عالم فيزياء فلكية في جامعة أكسفورد إلى جانب الباحث كريس لينتوت، بتأسيس هذا المشروع تحت اسم حديقة المجرات. هذا الأخير الذي هو تجسيد واضح لعلم المواطن الذي كان بالنسبة لهما حلا مناسبا لمواجهة معضلات كثرة البيانات العلمية. وفقا  لكيفين ششاوينسكي، عندما يتعلق الأمر بهذا المجال يصبح الدماغ البشري أقوى بكثير مقارنة ببرامج الكمبيوتر، التي تجد صعوبة في التعرف على الأنماط. إذ وبدون متطوعين من البشر، سيحتاج الباحثون إلى سنوات لمعالجة الصور. في ذات السياق تشير التقديرات أن طالب مثالي واحدا حاصلا على شهادة عليا في المجال، يعمل 24 ساعة في اليوم، طيلة 7 أيام في الأسبوع سيستغرق ما بين 3 إلى 5 سنوات لتصنيف جميع المجرات الموجودة في عينة واحدة. وبالتالي كلما إرتفع عدد المتطوعين إلا وإرتفعت كمية العينات المصنفة.
من جهة أخرى فإن معظم هذه المجرات التي يتم تصنيفها، تم تصويرها بواسطة تلسكوب روبوتي وتمت معالجتها بواسطة الكمبيوتر. لذلك فإن المشاركين في المشروع يعملون على صور لم تراها أي عين بشرية من قبل.

## المبدأ والأهداف

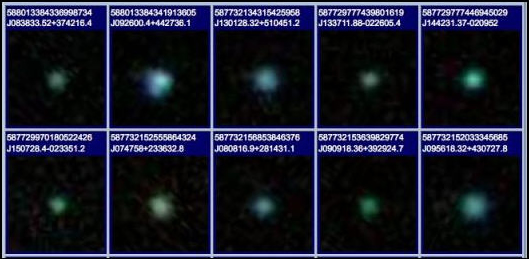
صور لمجرة البازلاء الخضراء التي إكتشفها مستخدمون متطوعون في إطار مشروع حديقة المجرات.

مشروع حديقة المجرات هو جزء من منصة «حديقة الكون» (بالإنجليزية: Zooniverse)‏ الضخمة، التي تجمع العديد من مشاريع علوم التعهيد الجماعي.
يهدف مشروع حديقة المجرات إلى تصنيف ملاين المجرات بالاستعانة بالعامة من هوات الاستكشافات العلمية عبر الإنترنت. المشروع يستعين في ذلك بحوالي مليون صورة راديوية مأخوذة من مسح سلووان الرقمي للسماء، عبر تلسكوب ضوئي مزود بمرآة (يبلغ قطرها 2,5 متر) بزاوية رؤية واسعة؛ وباستخدام عدة مرشحات للضوء. ويقوم ببساطة بتحويل هذه الصور التي تحوي كما هائلا من المجرات إلى شئ أشبه بلعبة؛ الهدف منها هو الحصول على تصنيفات ظاهرية للمجرات على حسب أشكالها في الصور، للتحقق من النماذج المجرية المختلفة التي اقترحها العلماء سابقا.
يخضع كل مشترك هاوي إلى مرحلة تعليم أولية تدوم لبضع دقائق، يتعلم خلالها كيفية التفريق بين المجرات الحلزونية والمجرات الإهليجية الشكل، وكيفية تصنيفها حسب جهة دورانها في حال كانت حلزونية.
عندما بدء مشروع حديقة المجرات أول مرة، كان المسؤولون عنه يأملون مشاركة مابين 20 إلى 30 ألف شخص في أفق تصنيف عينة أولية وصلت إلى أكثر من 900 ألف مجرة.
حقق المشروع بالفعل نتائج مبهرة ابتداء من الساعات الأولى لانطلاقه، إذ وبحلول يوم 5 ديسمبر من سنة 2007، كان قد شارك في المشروع ما يزيد عن 85 ألف فرد من العامة. ، وسرعان ما تجاوز كل أهدافه المسطرة في ظرف 175 يوم فقط، إذ سجل أكثر من 40 مليون  تصنيف، شارك في صياغتها ما يزيد عن 100 ألف متطوع، بمتوسط حوالي 38 تصنيفات لكل مجرة.